# Magnus (consul)
Pour les articles homonymes, voir Magnus.
Magnus est un haut dignitaire de l'Empire byzantin, actif sous Justin II (565-578), qui occupe notamment la fonction de comte des largesses sacrées et reçoit la dignité de consul honoraire.

## Biographie

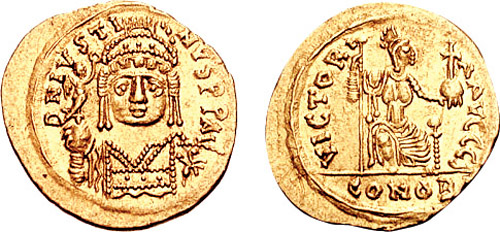
Solidus en or de Justin II, dont Magnus est l'un des principaux dignitaires à la cour impériale, représentant notamment le parti des aristocrates issus des provinces orientales de l'Empire.

Magnus appartient à l'élite originaire de Syrie. Ce groupe social est alors particulièrement présent dans les hautes sphères de l'Empire du VIe siècle. Selon Jean d'Éphèse, il viendrait d'Haurin, dont il aurait contribué à faire une cité ceinte de remparts. Il apparaît au début du règne de Justin, parmi les dignitaires qui encouragent l'auteur Corippe à composer un panégyrique en l'honneur du nouveau souverain. En 566, Magnus n'est encore que logothète de la préfecture du prétoire d'Orient. Après 566, il semble être promu à la fonction importante de comte des largesses sacrées, gérant une partie de la fiscalité impériale. Il occupe encore cette fonction vers 573, même s'il est posible qu'il ait été en réalité comte du domaine privé. ll est ensuite envoyé en Orient. Il détient alors un poste militaire, dans la guerre contre les Sassanides. Il combat notamment un détachement perse commandé par Adarmahan, qui vient de participer à la prise d'Apamée. Toutefois, il ne parvient pas à le vaincre et doit fuir. Au moment de la chute de Dara, il est à Mardin. Selon Ménandre le Protecteur, il apprend qu'un fragment de la Vraie Croix a été caché par des Chrétiens après la chute d'Apamée. Retrouvé, il est envoyé à Constantinople. 
Après 573, il est nommé comme curateur (sorte de gestionnaire) d'une maison divine, peut-être celle de Marina si l'on en croit une inscription retrouvée en Pamphylie. Il est également décrit comme consul honoraire, une haute dignité impériale et possiblement comte des domestiques honoraire. A la même période, deux sceaux d'Antioche le mentionnent comme commerciaire. En 581, sous le règne de Tibère II Constantin, il est attesté comme curateur de la maison divine d'Hormisdas en Syrie. Au même moment, le général Maurice se brouille avec le chef des Ghassanides, Al-Mundhir III ibn al-Harith, qu'il accuse de trahison auprès de Tibère. Magnus se porte alors volontaire pour le capturer. Or, Al-Mundhir III le considère comme un proche et ne se méfie pas. Magnus peut donc le prendre par surprise quand il le rencontre à Haurin, prétendument pour la consécration d'une église qu'il aurait fait bâtir. Al-Mundhir est ensuite emmené à Constantinople, provoquant la réaction de son fils, Al-Nu'man VI ibn al-Mundhir, qui mène des raids en représailles. L'empereur ordonne alors à Magnus de capturer les fils d'Al-Mundhir pour faire cesser ces troubles mais il n'y parvient pas et meurt peu après cet épisode.
La description plus tardive de Magnus par Michel le Syrien, qui écrit que c'est « un homme scélérat et très méchant », semble indiquer qu'il n'est pas de confession monophysite, à la différence de l'auteur.

## Sources
- Denis Feissel, « Magnus, Mégas et les curateurs des maisons divines de Justin II à Maurice », Travaux et mémoires du Centre de recherche d'histoire et civilisation de Byzance, vol. 9,‎ 1985, p. 465-476
- (en) John R. Martindale, A. H. M. Jones et John Morris, The Prosopography of the Later Roman Empire : Volume III, AD 527–641, Cambridge (GB), Cambridge University Press, 1992, 1575 p. (ISBN 0-521-20160-8)
- Vincent Puech, Les élites de cour de Constantinople (450-610), Ausonius éditions, coll. « Scripta Antiqua 155 », 2022 (ISBN 9782356134752)